# Polycarpa pomaria
Polycarpa pomaria is een zakpijpensoort uit de familie van de Styelidae. De wetenschappelijke naam van de soort is voor het eerst geldig gepubliceerd in 1816 door Marie Jules César Savigny. Het is inheems in de noordoostelijke Atlantische Oceaan, waar het op de zeebodem leeft tot een diepte van ongeveer 450 meter.

## Beschrijving
Polycarpa pomaria is een solitairlevende zakpijp met een conische, eivormige of bolvormige vorm, die kan uitgroeien tot een lengte van ongeveer 70 mm. De buccale sifon (instroomopening) heeft aan de top heeft vier lobben en is omgeven door ongeveer 56 tentakels van verschillende groottes. De atriale sifon (uitstroomopening) zit aan de zijkant en heeft ook vier lobben. De mantel is bruin, gerimpeld en leerachtig, met veel vlezige papillen. Inwendig heeft de lichaamswand talrijke druppelvormige geslachtsklieren (polycarps genoemd) en de farynxwand is geperforeerd met vele banden van stigmata (spleten).

## Verspreiding en leefgebied
Polycarpa pomaria komt voor in de noordoostelijke Atlantische Oceaan en de Noordzee. Zijn verspreidingsgebied strekt zich uit van Noorwegen en Spitsbergen in zuidelijke richting tot aan de Middellandse Zee. Het komt voor op rotsen en andere harde oppervlakken en het dieptebereik loopt van de subtidale zone tot ongeveer 450 meter.

## Biologie
Net als andere zakpijpen voedt Polycarpa pomaria zich door water naar binnen te zuigen via de buccale sifon, de planktonische deeltjes eruit te filteren en het water via de atriale sifon weer te verdrijven.
Polycarpa pomaria is levendbarend en per keer worden een paar eieren bevrucht in het atrium (lichaamsholte) met sperma dat wordt aangezogen met de voedingsstroom. De kikkervisje-achtige larven liggen in de mantel terwijl ze zich in het atrium ontwikkelen, maar wanneer ze worden verdreven, worden ze plotseling actief en ondergaan ze al snel een metamorfose tot juvenielen. Velen ondergaan een metamorfose terwijl ze nog in de atriale kamer zijn, en soms doet de hele batch dit.